# Apis (gud)
 For alternative betydninger, se Apis. (Se også artikler, som begynder med Apis)
Apis eller Hapis (alternativt stavet Hapi-Ankh) var en egyptisk gud.
I egyptisk mytologi var Apis en tyregud og helligt dyr for guden Ptah i byen Memphis. Apis blev tilbedt i form af en levende tyr, der blev udvalgt som ung kalv ud fra flere særlige kendetegn i pelsen. Når Apis-tyren var 28 år gammel blev tyren slået ihjel under en stor ceremoni, den døde Apis-tyr blev først balsameret og derefter begravet i Serapeums underjordiske gravlabyrint ved Sakkara. I ruinerne af Serapeum, fandt den franske arkæolog Auguste Mariette 64 begravede Apis tyre.